# Hyaliodes
Genre
Hyaliodes est un genre d'insectes hétéroptères (punaises) de la famille des Miridae. 

## Liste d'espèces
Selon Catalogue of Life (1 octobre 2019) :
- Hyaliodes beckeri Carvalho, 1953
- Hyaliodes binotatus Carvalho, 1953
- Hyaliodes brevis Knight, 1941
- Hyaliodes costaricensis Carvalho, 1953
- Hyaliodes decoloris (Distant, 1884)
- Hyaliodes ecuadorensis Carvalho & Gomes, 1968
- Hyaliodes glabratus (Distant, 1888)
- Hyaliodes guadalupensis Carvalho, 1985
- Hyaliodes harti Knight, 1941
- Hyaliodes hexapunctatus Carvalho, 1985
- Hyaliodes inca Carvalho, 1955
- Hyaliodes intercallosus Carvalho, 1985
- Hyaliodes litreae (Reed, 1901)
- Hyaliodes mascarenensis Carvalho & Gomes, 1972
- Hyaliodes minensis Carvalho, 1985
- Hyaliodes nani Maldonado, 1969
- Hyaliodes ochraceus Carvalho, 1985
- Hyaliodes peruana Carvalho, 1945
- Hyaliodes roraimensis Carvalho, 1953
- Hyaliodes rubricolor Carvalho, 1985
- Hyaliodes vitreus (Distant, 1884)
- Hyaliodes vitripennis (Say, 1832) - Punaise translucide
- Hyaliodes vittaticornis Bruner, 1934
- Hyaliodes wygodzinskyi Carvalho, 1945